# Léon Gambetta
Léon Gambetta (3. dubna 1838, Cahors, Francie – 31. prosince 1882, Sèvres, Francie) byl francouzský politik.
V roce 1869 byl zvolen poslancem. Když v roce 1870 ve Francii padlo císařství Gambetta vyhlásil republiku – tzv. třetí republika. Poté byl zvolen ministrem vnitra. Při obléhání Paříže Němci uprchl do Tours, kde se stal ministrem války. Když Francie kapitulovala, tak podal demisi. V letech 1879–1882 byl zvolen do funkce předsedy vlády a ministra zahraničí. Po útocích radikálů a neúspěchu s jeho novou reformou přišel jeho politický pád. Náhle zemřel 1882.